# Червеногуш брегобегач
Червеногуш брегобегач (Calidris ruficollis) е вид птица от семейство Бекасови (Scolopacidae). Видът е незастрашен от изчезване.

## Разпространение
Разпространен е в Австралия, Бангладеш, Бруней, Камбоджа, Китай, Рождество, Гуам, Хонконг, Индия, Индонезия, Япония, Северна Корея, Република Корея, Лаос, Малайзия, Микронезия, Монголия, Мианмар, Нова Каледония, Нова Зеландия, Северни Мариански острови, Палау, Папуа-Нова Гвинея, Филипини, Русия, Сингапур, Соломоновите острови, Шри Ланка, Тайван, Тайланд, Източен Тимор, САЩ и Виетнам.